# Léonce Couture
Pour les articles homonymes, voir Couture (homonymie).
Léonce Couture, né le 3 septembre 1832 à Cazaubon (Gers), mort le 17 février 1902, est un professeur, érudit et écrivain français, spécialisé dans la philologie et les langues romanes, en particulier la littérature de la Gascogne.

## Biographie
Sa mère, Agathe Laborde, est d’une famille de petite noblesse, son père Alphonse, receveur à l’administration des Domaines, appartient à la bourgeoisie. Léonce est leur deuxième fils. Il a dix-sept ans lorsque sa mère meurt.
Après des études au collège d'Éauze, il est élève au petit séminaire d'Auch, de 1842 à 1849. Suivant sa vocation, il entre ensuite au grand séminaire. Simple abbé, une crise de conscience lui fait renoncer à la prêtrise en 1855, mais jusqu'à la fin de sa vie il mène une vie strictement ecclésiastique. En 1853, il commence sa carrière de professeur d'humanités au collège de Lectoure, où il se lie d'amitié avec Jean-François Bladé, jusqu'en 1858, où il se rend à Paris. Il suit les cours de la Sorbonne, du Collège de France, de l'école des chartes (en auditeur libre), et fréquente assidument les bibliothèques. Il se lie avec Gaston Paris et Paul Meyer. Mais il renonce, trait de son caractère, à obtenir les diplômes que son érudition lui aurait certainement permis d'obtenir. De 1859 à 1861, il séjourne en Italie, particulièrement à Naples, où il étudie la langue et la littérature italiennes. Il revient à Lectoure en 1861, comme préfet des études. À la demande de Mgr Salinis, archevêque d'Auch, il prend en 1864 la direction du Bulletin du comité d'histoire et d'archéologie de la province ecclésiastique d'Auch, fondé en 1861, titre qu'il change en Revue de Gascogne. Il s'occupera de la revue, qui reste comme sa plus importante œuvre personnelle, jusqu'à sa mort en 1902. En 1867, il est archiviste de la ville d'Auch, puis du département du Gers, de 1871 à 1874.
De 1871 jusqu'à sa mort, il est enfin professeur de littérature étrangère, de langues et de littératures romanes à l'Institut catholique de Toulouse.
En 1876, il devient majoral du Félibrige.
En 1882, il est élu au trente-troisième fauteuil de l'Académie des jeux floraux de Toulouse.

## Œuvres
Léonce Couture est un travailleur infatigable, auteur d'une profusion d'articles, études littéraires, critiques, publiés dans de multiples revues, dont la Revue d'Aquitaine, la Revue de Gascogne, la Revue de l'Agenais, la Revue critique de Paul Meyer, la Revue des questions historiques, le Polybiblion, le Bulletin de l'Institut catholique de Toulouse, etc.
Victime d'une humilité quasi-maladive, en dépit de son travail acharné, il ne parvient pas à s'engager à fond dans ses entreprises, que ce soit pour devenir prêtre, ou pour mener à bien son grand projet, rédiger la monumentale Histoire littéraire de la Gascogne pour laquelle il avait les connaissance et l'érudition requises. En cela, il ressemble à son ami de toujours, Jean-François Bladé, avec qui, à leurs débuts, ils avaient décidé de se « partager la Gascogne : à l'un, la littérature, à l'autre, l'histoire ».  Pour l'un comme pour l'autre, un amoncellement d'études, d'opuscules, d'articles qu'aucune synthèse n'est venue concrétiser.

## Sources et bibliographie
- Maurice Bordes (sous la direction de), Deux Siècles d'histoire de Lectoure (1780-1980), Syndicat d'initiative, Lectoure, 1981
- Christian Anatole :
  - Léonce Couture (1832-1902), dans Michel Camélat (1871-1962). Actes du colloque de Flaran (28 et 29 mars 1983), Béziers, 1985, p. 11-20. Publication du compte-rendu de Bélina par Léonce Couture (paru dans la Revue de Gascogne, 1899, p. 473-476) et lettres de Michel Camélat, en gascon, à ce propos.
  - Léonce Couture et Michel Camélat (documents), dans Michel Camélat (1871-1962). Actes du colloque de Flaran (28 et 29 mars 1983), Béziers, 1985, p. 21-28. L’article est un rappel biographique de cet érudit né à Cazaubon en Armagnac.